# Vorproduktion (Musik)
Bei Musikproduktionen beinhaltet die Vorproduktion (engl. Pre-Production) in der Regel ein Arrangement im Entwurfstadium, das dem Auftraggeber einen ersten Eindruck geben soll und meist aus Zeit- und Kostengründen mit Software-Instrumenten und Samples auf Basis des MIDI-Standards erstellt wird. Hierbei spielen die standardisierten General-MIDI-Klänge (GM) heutzutage aufgrund ihrer minderen Qualität keine Rolle mehr. Findet der Entwurf Zustimmung, beginnt die eigentliche Produktion mit Studiomusikern (oder auch mit hochwertigen Softwaresamplern), bei Filmmusik häufig mit Orchester.